# XOXO : Carpe Diem
Pour l’article homonyme, voir XOXO.
Pour plus de détails, voir Fiche technique et Distribution.
XOXO : Carpe Diem ou XOXO est un film américain dramatique réalisé par Christopher Louie et écrit par Dylan Meyer, sorti en 2016.
Le film met en vedette Sarah Hyland, Graham Phillips, Brett DelBuono, Hayley Kiyoko, Colin Woodell, Ryan Hansen, Ione Skye, et Chris D'Elia (en).
Il a été publié le 26 août 2016, par Netflix.

## Synopsis
La vie de six étrangers vont se croiser lors d'une nuit frénétique et désespérément romantique quand un jeune DJ au succès tout récent se voit donner une chance de jouer pour l'un des plus grands festivals de musique techno des États-Unis.

## Fiche technique
- Titre original : XOXO
- Titre français : XOXO : Carpe Diem
- Réalisation : Christopher Louie
- Scénario : Dylan Meyer
- Directeur artistique : David Dreyer
- Costumier : Caroline McAlister
- Directeur de casting : John McAlary
- Photographie : Damián Acevedo
- Montage : Sam Bauer
- Musique : Aaron Drake
- Décors : Philip Salick
- Production : Christopher Louie, Max Leitman, Joe Russell et Pete Tong
- Société de production : Netflix et Pretty Bird
- Sociétés de distribution : Netflix
- Budget :
- Pays de production :  États-Unis
- Genre : dramatique
- Durée : 92 minutes
- Date de sortie : Monde : 26 août 2016 sur Netflix

## Distribution
- Sarah Hyland (VF : Alexia Papineschi) : Krystal
- Graham Phillips (VF : Maxime Baudoin) : Ethan
- Brett DelBuono (VF : Alexandre Nguyen) : Tariq
- Hayley Kiyoko (VF : Marie Tirmont) : Shanni
- Colin Woodell (VF : Julien Allouf) : Ray
- Ryan Hansen (VF : Axel Kiener) : Avilo
- Ione Skye : Maman d'Ethan
- Chris D'Elia (en) (VF : Tanguy Goasdoué) : Neil
- Ian Anthony Dale (VF : Stéphane Fourreau) : Anders
- Henry Zaga : Jordan
- LaMonica Garrett (VF : Jean-Baptiste Anoumon) : Chopper
- Brianne Howey (VF : Chloé Berthier) : Darla
- Medalion Rahimi : Nikki
- Sam Aotaki : Chelsea
- Peter Gilroy (VF : Charles Pestel) : Jayce

Version française
- Studio de doublage : Deluxe Media Paris
- Adaptation : Sandra Devonssay
- Direction artistique : Claire Baradat

## Musique

### Bande originale
| XOXO (Music from the Netflix Original Film) | XOXO (Music from the Netflix Original Film)              | XOXO (Music from the Netflix Original Film) | XOXO (Music from the Netflix Original Film) |
| no                                          | Titre                                                    | Interprète(s)                               | Durée                                       |
| ------------------------------------------- | -------------------------------------------------------- | ------------------------------------------- | ------------------------------------------- |
| 1.                                          | "Make Me Feel"                                           | Galantis & East & Young                     | 3:27                                        |
| 2.                                          | "All I Ever Wanted"                                      | Michael Brun featuring Louie                | 4:13                                        |
| 3.                                          | "Song From the Sun"                                      | Yotto                                       | 3:57                                        |
| 4.                                          | "Momento"                                                | Mambo Brothers                              | 7:36                                        |
| 5.                                          | "Signal"                                                 | Zaxx                                        | 3:41                                        |
| 6.                                          | "Me & You"                                               | Alok featuring Iro                          | 5:27                                        |
| 7.                                          | "im Friends W 25 Letters of the Alphabet, I Dont Know Y" | grave & Dreamer                             | 2:57                                        |
| 8.                                          | "Beats Knockin (Jack Ü Remix)"                           | Skrillex & Diplo featuring Fly Boi Keno     | 2:53                                        |
| 9.                                          | "Keep It 100" (Keys N Krates live version)               | Grandtheft & Keys N Krates                  | 2:03                                        |
| 10.                                         | "Ding Dong"                                              | Hitchhiker                                  | 2:36                                        |
| 11.                                         | "Indian Summer"                                          | Jai Wolf                                    | 4:08                                        |
| 12.                                         | "You & Me" (Flume Remix)                                 | Disclosure featuring Eliza Doolittle        | 4:42                                        |
| 13.                                         | "Gold Dust"                                              | Galantis                                    | 3:54                                        |
| 14.                                         | "Something About You" (ODESZA Remix)                     | Hayden James                                | 5:41                                        |
| 15.                                         | "One Last Night on Earth"                                | Dada Life                                   | 3:50                                        |
| 16.                                         | "Home" (Lane 8 Remix)                                    | Icarus featuring Aurora                     | 7:47                                        |

## Production
En juillet 2015, il a été annoncé Sarah Hyland, Chris d'Elia, et Graham Phillips, avait rejoint le casting du film, avec Dylan Meyer pour l'écriture du scénario, alors que Netflix va produire et de distribuer le film Le même mois, Hayley Kiyoko et Colin Woodell rejoint le casting du film, tandis que Christopher Louie va diriger le film. En Juin 2016, Pete Tong est entré dans le film en tant que producteur et superviseur musical.

## Tournage
Sarah Hyland et Graham Phillips ont confirmé que XOXO a été filmé dans plusieurs festivals de musique et rave party.[réf. nécessaire]

## Sortie
XOXO est disponible sur Netflix depuis le 26 août 2016.